# South Beloit
South Beloit és una població dels Estats Units a l'estat d'Illinois. Segons el cens del 2007 tenia 8.336 habitants.

## Demografia
Segons el cens del 2000, South Beloit tenia 5.397 habitants, 2.165 habitatges, i 1.418 famílies. La densitat de població era de 526,2 habitants/km².
Dels 2.165 habitatges en un 33,8% hi vivien nens de menys de 18 anys, en un 49,1% hi vivien parelles casades, en un 11,4% dones solteres, i en un 34,5% no eren unitats familiars. En el 28,8% dels habitatges hi vivien persones soles el 10,3% de les quals corresponia a persones de 65 anys o més que vivien soles. El nombre mitjà de persones vivint en cada habitatge era de 2,46 i el nombre mitjà de persones que vivien en cada família era de 3,01.
Per edats la població es repartia de la següent manera: un 26,5% tenia menys de 18 anys, un 8,7% entre 18 i 24, un 33,4% entre 25 i 44, un 18,5% de 45 a 60 i un 12,9% 65 anys o més.
L'edat mediana era de 33 anys. Per cada 100 dones de 18 o més anys hi havia 96,2 homes.
La renda mediana per habitatge era de 35.597 $ i la renda mediana per família de 41.154 $. Els homes tenien una renda mediana de 33.110 $ mentre que les dones 22.596 $. La renda per capita de la població era de 18.363 $. Aproximadament el 8,2% de les famílies i el 10% de la població estaven per davall del llindar de pobresa.

## Poblacions més properes
El següent diagrama mostra les poblacions més properes.